# فین فرنر
فین فرنر (انگلیسی: Finn Ferner; ۱۰ مارس ۱۹۲۰ – ۱۱ مارس ۲۰۰۱) قایقران قایق بادبانی اهل نروژ بود.